# Navette fluviale de Lyon
Navigône est un service public de transport en commun par navette fluviale assuré sur la Saône au sein de la Métropole de Lyon. Le service est assuré par l'opérateur RATP Dev Lyon en coopération avec la société Les Yachts de Lyon au moyen de bateaux thermiques.
Défini par l'autorité organisatrice SYTRAL Mobilités, le service est présenté pour la première fois au public le 28 mars 2024, et inauguré le 18 juin 2025 entre la Confluence dans le 2e arrondissement de Lyon et le quartier de l'Industrie à Vaise dans le 9e arrondissement. Le parcours s'effectue en quarante minutes. Comprenant une ligne unique d'une longueur de 6,54 km et une amplitude horaire de 7h à 21h, ce service s’intègre dans le réseau de transports urbains TCL.
Contrairement aux services touristiques fluviaux à Lyon, cette nouvelle ligne se différencie par ses horaires adaptés aux déplacements domicile-travail et son financement par Sytral Mobilités, ce qui permet son intégration à la tarification du réseau TCL. Pour les voyageurs occasionnels, un ticket spécifique est vendu dans les points de vente du réseau. La ligne succède au Vaporetto, service de navette fluviale indépendante qui a pris fin le 18 juin 2025.

## Réseau actuel

### Aperçu général
Le réseau de navette fluviale est exploité par RATP Dev Lyon sous le nom Navigône. Il est composé d'une ligne unique de 6,54 km baptisée NAVI 1. Les bateaux s'insèrent dans la navigation fluviale.
Les différente information ci-dessous sont retrouvable a partir des source suivante :
- TCL[8]
- TCLyon[9]
- Sytral mobilité[10]

Le réseau, composé en août 2025 d'une ligne, totalise pour l'instant 4 stations :
| Ligne  | Caractéristiques | Caractéristiques             | Caractéristiques             | Caractéristiques             | Caractéristiques             | Caractéristiques                              | Caractéristiques                         | Caractéristiques             | Caractéristiques             |
| NAVI 1 | NAVI 1 | NAVI 1                       | NAVI 1                       | NAVI 1                       | NAVI 1                       | NAVI 1                                        | NAVI 1                                   | NAVI 1                       | NAVI 1                       |
| NAVI 1 | Confluence ⥋ Vaise Industrie | Confluence ⥋ Vaise Industrie | Confluence ⥋ Vaise Industrie | Confluence ⥋ Vaise Industrie | Confluence ⥋ Vaise Industrie | Confluence ⥋ Vaise Industrie                  | Confluence ⥋ Vaise Industrie             | Confluence ⥋ Vaise Industrie | Confluence ⥋ Vaise Industrie |
| ------ | --- | ---------------------------- | ---------------------------- | ---------------------------- | ---------------------------- | --------------------------------------------- | ---------------------------------------- | ---------------------------- | ---------------------------- |
| NAVI 1 | Ouverture / Fermeture 18 juin 2025 / — | Longueur 6,54 km             | Durée 40 min                 | Nb. d’arrêts 4               | Matériel —                   | Jours de fonctionnement L, Ma, Me, J, V, S, D | Jour / Soir / Nuit / Fêtes O / N / N / O | Voy. / an Inconnu            | Remisage Darse nautique      |
| NAVI 1 | Desserte : - Villes et lieux desservis : Lyon 2e (Confluence, Centre commercial Confluence), Lyon 1er (Les Subsistances), Lyon 9e (Vaise). - Stations de métro et gares desservies : Cordeliers, Gare Saint-Paul |                              |                              |                              |                              |                                               |                                          |                              |                              |
| NAVI 1 | Autre : - Stations non accessibles aux PMR : aucune. - Particularités : la ligne fonctionne tous les jours de 7 h à 21 h et est à conduite manuelle (CM). L'inter-station moyenne est de 1 635 m. Il s'agit de la première ligne de navette fluviale intégrée au réseau TCL. Actuellement exploitée avec des navires thermiques, elle le sera avec des navires électriques à partir d'octobre 2025. - Date de dernière mise à jour : 11 août 2025. |                              |                              |                              |                              |                                               |                                          |                              |                              |
| NAVI 1 | Dernière actualisation : — |                              |                              |                              |                              |                                               |                                          |                              |                              |

### Fréquentation
Avec une fréquentation annuelle prévisionnelle de 560 000 passagers, le service Navigône a transporté 50 000 passagers durant le premier mois d'exploitation.

## Exploitation

### Matériel

#### Matériel en construction
Afin de pouvoir garantir la fréquence de passage en heure de pointe, des navires à propulsion électrique ont été commandés avant le lancement du service.
Avec une capacité d'emport de 70 passagers dont 50 places assises, ces bateaux sont construits en Vendée et seront des catamarans.